# 1930 год в кино

## Фильмы

### Мировое кино
- «Ангелы ада»/Hell’s Angels, США (реж. Говард Хьюз)
- «Верная флоту»/True to the Navy, США (реж. Фрэнк Таттл)
- «Голубой ангел»/Der blaue Engel, Германия (реж. Джозеф фон Штернберг)
- «Её брачная ночь»/Her Wedding Night, США (реж. Фрэнк Таттл)
- «Золотой век»/L' Age D’Or, Франция (реж. Луис Бунюэль)
- «Любовь среди миллионеров»/Love Among the Millionaires, США (реж. Фрэнк Таттл)
- «Марокко»/Maroco, США (реж. Джозеф фон Штернберг)
- «На западном фронте без перемен»/All Quiet on the Western Front, США (реж. Льюис Майлстоун)
- «Под крышами Парижа»/Sous Les Toits De Paris, Франция (реж. Рене Клер)
- Развод, США (р/п. Роберт Леонард).
- Сентиментальный романс, Франция (р/п. Григорий Александров и Сергей Эйзенштейн).
- «Убийство!»/Murder, Великобритания (реж. Альфред Хичкок)

### Советское кино

#### Фильмы БССР
- В огне рождённая (р/п. Владимир Корш-Саблин).
- Ненависть (р/п. Юрий Тарич).
- Рубикон (р/п. Владимир Вайншток).

#### Фильмы ЗСФСР

##### Азербайджанская ССР
- Лятиф (реж. Микаил Микаилов).

##### Армянская ССР
- Ай, да ребята (р/п. Амирджан Даниелян).
- Игденбу (р/п. Александр Бек-Назарян).
- Под чёрным крылом (р/п. Патвакан Бархударов и Левон Калантар).

##### Грузинская ССР
- Американка (реж. Лео Эсакия).
- В горах говорят (реж. Мириан Хухунашвили).
- Встреча (реж. Гарсеван Гомартели).
- Слепая (реж. Михаил Калатозов).

#### Фильмы РСФСР
- «Айна», (реж. Николай Тихонов)
- «Барометр показывает бурю», (реж. Ной Галкин)
- «Больные нервы», (реж. Ной Галкин)
- «Братья издалека», (реж. Иван Протопопов, Г.Сафронов)
- «Будьте такими», (реж. Виктор Шестаков, Арташес Ай-Артян)
- «Ветер в лицо», (реж. Александр Зархи, Иосиф Хейфиц)
- «Ветер с порогов», (реж. Иосиф Рона)
- «Взорванные дни», (реж. Александр Соловьёв)
- «Вор», (реж. Константин Родендорф)
- «Города и годы», (реж. Евгений Червяков)
- «Государственный чиновник», (реж. Иван Пырьев)
- «Двадцать два несчастья», (реж. Сергей Бартенев, Сергей Герасимов)
- «Держи вора», (реж. Александр Медведкин)
- «Дочь святого», (реж. Олег Фрелих)
- «Железная бригада», реж. (Дмитрий Васильев, Михаил Вернер)
- «Жизнь в руках», (реж. Давид Марьян)
- «Жизнь на полный ход», (реж. Эдуард Иогансон)
- «Заговор мёртвых», (реж. Семён Тимошенко)
- «Земля жаждет», (реж. Юлий Райзман)
- «Иуда», (реж. Евгений Иванов-Барков)
- «Кавказский пленник», (реж. Александр Ивановский)
- «Кто виноват?», (реж. Ной Галкин)
- «Мировое имя», реж. (Николай Верховский)
- «Накипь», (реж. Леонид Луков)
- «Наши девушки», (реж. Владимир Браун)
- «Неизвестное лицо», (реж. Василий Журавлёв)
- «Ненужная вражда», (реж. Дмитрий Познанский)
- «Обречённые», (реж. Лев Пуш)
- «Огненный рейс», (реж. Яков Уринов)
- «Песня о Перекопе», (реж. Иван Кавалеридзе)
- «Праздник святого Иоргена», (реж. Яков Протазанов)
- «Песнь о первой девушке», (реж. Лев Голуб, Николай Садкович)
- «По ту сторону», (реж. Борис Казачков)
- «Поворот», (реж. Павел Петров-Бытов)
- «Последний бек», (реж. Чеслав Сабинский)
- «Право на женщину», (реж. Алексей Каплер)
- «Простой случай», (реж. Михаил Доллер, Всеволод Пудовкин)
- «Путь энтузиастов», (реж. Николай Охлопков)
- «Реванш», (реж. Василий Журавлёв)
- «Рейнеке-Лис» (реж. Владислав Старевич)
- «Спящая красавица», (реж. Сергей Васильев, Георгий Васильев)
- «Счастливый Кент», (реж. Владимир Шмидтгоф)
- «Сын страны», (реж. Эдуард Иогансон)
- «Твёрдый характер», (реж. Борис Юрцев)
- «Саша», (реж. Александра Хохлова)
- «Тихий Дон», (реж. Ольга Преображенская и Иван Правов)
- «Те, которые прозрели», (реж. Владимир Касьянов)
- «Фриц Бауэр», (реж. Владимир Петров)
- «Хамелеон», (реж. Александр Левшин)
- «Хлеб», (реж. Николай Шпиковский)
- «Человек из местечка», (реж. Григорий Рошаль)
- «Человек остался один», (реж. Александр Усольцев-Гарф)
- «Чужой берег», (реж. Марк Донской)
- «Шагать мешают», (реж. Георгий Стобовой)
- «Юные натуралисты», (реж. Наум Угрюмов)

#### Фильмы УССР
- Баштанская республика (р/п. Соломон Лазурин).
- Земля (р/п. Александр Довженко).

## Знаменательные события
- В Париже остаётся жить советский киноактёр Валерий Инкижинов.
- Первый советский полнометражный мультипликационный фильм «Рейнеке-Лис» (Владислав Старевич), на экраны не вышел.

## Персоналии

### Родились
- 30 января — Джин Хэкмен, американский актёр и писатель.
- 7 апреля — Ульрих Тайн, немецкий кинорежиссёр, сценарист и актёр.
- 27 апреля — Юлий Стоянов, болгарский кинорежиссёр, сценарист и актёр.
- 29 апреля — Жан Рошфор, французский актёр театра, кино и телевидения.
- 19 мая — Леонид Харитонов, советский актёр театра и кино.
- 31 мая — Клинт Иствуд, американский киноактёр и кинорежиссёр.
- 30 июня — Борис Рыцарев, советский кинорежиссёр и сценарист.
- 4 июля — Фрунзик Мкртчян, советский актёр театра и кино, Народный артист Армянской ССР, Народный артист СССР.
- 20 июля — Олег Анофриев, советский и российский актёр театра и кино, автор и исполнитель песен, мастер озвучивания мультфильмов, Народный артист РСФСР.
- 27 июля — Наум Шопов, болгарский актёр театра, кино и телевидения.
- 25 августа 
  - Георгий Данелия, советский и российский кинорежиссёр и сценарист, Народный артист СССР.
  - Шон Коннери, английский и американский актёр.
- 8 сентября — Петре Сэлкудяну, румынский писатель, сценарист и политик.
- 9 сентября — Надежда Румянцева, Народная артистка РСФСР.
- 23 сентября — Иван Краско, советский и российский актёр театра и кино, Народный артист России.
- 11 октября — Здравко Велимирович, черногорский и сербский кинорежиссёр, сценарист, продюсер и монтажёр.
- 27 октября — Михай Оприш, румынский сценарист и кинопродюсер.
- 29 ноября — Нина Гребешкова, советская и российская актриса.
- 3 декабря — Жан-Люк Годар, французский кинорежиссёр, актёр, сценарист и продюсер.
- 11 декабря 
  - Жан-Луи Трентиньян, французский киноактёр.
- 12 декабря — Боривой Довникович, хорватский кинорежиссёр-аниматор и художник-карикатурист.
- 13 декабря — Николай Рыбников, советский актёр, Народный артист РСФСР.
- 20 декабря — Владимир Янчев, болгарский кинорежиссёр и сценарист.
- 25 декабря — Герхард Шойман, немецкий кинорежиссёр и сценарист.
- 31 декабря — Анатолий Кузнецов, советский и российский актёр театра и кино, Народный артист РСФСР.

### Скончались
- 23 февраля — Мэйбл Норманд, американская актриса.
- 26 августа — Лон Чейни, американский актёр.